# Physopleurus tritomicros
Physopleurus tritomicros là một loài bọ cánh cứng trong họ Cerambycidae.